# 제21회 베를린 국제 영화제
제21회 베를린 국제 영화제는 1971년 6월 25일에 열린 시상식이다.

## 수상 및 후보

### 황금곰상
- 핀치 콘티니의 정원 - 비토리오 데 시카 수상

### 은곰상:심사위원상
- 인 컨티뉴오 - 블랏코 지릭 수상

### 은곰상:여자연기자상
- 고양이 - 시몬 시뇨레 수상
- 데스퍼레이트 캐릭터스 - 셜리 맥클레인 수상

### 은곰상:남자연기자상
- 고양이 - 장 가뱅 수상

### 황금곰상:단편영화상
- 1501 1/2 - 폴 B. 프라이스 수상

### 은곰상:공헌상
- 러브 이즈 워 - 라그나 라세-헨릭슨 수상
- 데스퍼레이트 캐릭터스 - 프랭크 D. 길로이 수상